# Besat
Posedat (în daneză Besat ) este un film fantastic danezo-românesc din 1999 regizat de Anders Rønnow Klarlund, după un scenariu al regizorului scris împreună cu Ola Saltin. În rolurile principale interpretează actorii Ole Lemmeke, Ole Ernst, Jesper Langberg, Valentin Popescu, Cristina Deleanu și Bjarne Henriksen. Filmul a avut premiera la Festivalul Internațional de Film de la Toronto din 1999. 
A primit Méliès d'Or pentru cel mai bun film fantastic european. 

## Distribuție
- Ole Lemmeke ca Søren
- Ole Ernst ca Bentzon
- Niels Anders Thorn - Jensen
- Jesper Langberg - Lyndfelt
- Bjarne Henriksen
- Nikolaj Lie Kaas
- Iben Hjejle
- Søren Elung Jensen
- Gerda Gilboe
- Udo Kier
- Valentin Popescu
- Cristina Deleanu